# Gedges Rocks
Die Gedges Rocks (englisch, in Argentinien und Chile Arricife Gedges ‚Gedges-Riff‘) sind eine Gruppe von Klippenfelsen vor der Graham-Küste des Grahamlands auf der Antarktischen Halbinsel. Im Wilhelm-Archipel ragen sie mit Höhen zwischen 5 und 19 m in Entfernungen von 5 km nordnordwestlich des Grim Rock und 16 km westsüdwestlich des Kap Tuxen auf.
Teilnehmer der British Graham Land Expedition (1934–1937) unter der Leitung des australischen Polarforschers John Rymill entdeckten sie und benannten sie als Gedges Reef. Namensgebend sind The Gedges, ein Riff in der Mündung des Helford River in der englischen Grafschaft Cornwall. Das UK Antarctic Place-Names Committee entschied sich 1971 zu einer Anpassung dieser Benennung, um der eigentlichen Natur des geographischen Objekts besser zu entsprechen.